# 上伊那ぼたん、酔へる姿は百合の花
『上伊那ぼたん、酔へる姿は百合の花』（かみいなぼたん、よえるすがたはゆりのはな）は、塀による日本の漫画作品。秋田書店のウェブコミック配信サイト『マンガクロス』にて、2019年3月から2024年3月まで連載され、同サイトがリニューアルした『チャンピオンクロス』（同社）にて2024年4月から連載中。
大学の女子寮を舞台に、20歳の女子大生・上伊那ぼたんを主人公としたコメディ作品。公式サイトでは「酔っ払いいちゃいちゃガールズコメディ！」と銘打たれている。
著者の塀は、インタビューで「一言で表せば「女の子がお酒を飲む漫画」です。お酒をテーマに扱った作品は他にもありますが、多くはお酒そのものを紹介している。〝上伊那ぼたん〟は、お酒が絡んだ日常、お酒による空気感や関係性の変化を描いています。」と語っている。
登場人物には「衣装設計」がされ、キャラクターに合わせて設定されたコンセプトに併せて衣装や小物がリアルに書き込まれているのが特徴である。また作中に登場する地名やお酒、書籍、映画などについても実在の名称が数多く登場する。

## あらすじ
秩父の大学の寮に入寮した、お酒初心者である上伊那ぼたんが焼酎やワインなどさまざまなお酒に挑戦しながら、寮の先輩女子たちに酔った勢いで絡み、交流を重ねていく。ある時、人前では酒を飲まない先輩であり寮長の砺波いぶきのコンプレックスを知る。そして、そのうえでぼたんはいぶきを受け入れ、飲み友達になった二人は次第に特別な関係を深めていく。

## 登場人物
各登場人物の姓は、出身地にある醸造所の場所から取られている。
上伊那 ぼたん（かみいな ぼたん）
長野県出身。主人公の大学1年生。理工学部の管理工学科に在籍。浪人して入学し、年齢は20歳であるため飲酒できる。飲むとげっぷを連発してしまうため、炭酸飲料が苦手。これまでお酒を飲んだことはなかったが、いぶきからもらったハイボールを飲んだのがきっかけとなり、以來、二人で飲む機会が増えた。その後、いぶきや寮に住む先輩に勧められ、ワインや日本酒、スパークリングワインなど、様々な種類のお酒を試し、酒好きの世界にハマっていく。基本的には、気遣いのできるしっかり者で、ほわほわした天然系女子だが、お酒が入ると艶っぽく大胆になってしまう。いぶきとは、お酒をきっかけにして一緒に買い物に出かけたり、食事に行ったり、貸し切り温泉への旅行に行ったりと、お酒を飲む以外にも共に過ごすことが増え、関係を深めていく。10歳のころ、水泳教室のサマーキャンプで雷雨に遭い、山で一晩を過ごした経験がトラウマとなっており、雷が苦手。また、実家が海のない県である長野県で育ったこともあり、海の幸に対する強い憧れを抱いている。寮では204号室に入居中。
長野県上伊那郡には、本坊酒造のマルス信州蒸溜所が所在する。
砺波 いぶき（となみ いぶき）
富山県出身。ぼたんと同じ大学の理工学部の管理工学科に在籍する3年生の女子。ぼたんたちが暮らす大学の学生寮では寮長を務めている。さっぱりしたボブヘアで、日常的にはパーカーなどストレスフリーなタイプの服装を好み、オーバーサイズなものを着用することが多い。生粋の酒好きであり、酒に関する知識も豊富。寮の談話室には、彼女の私物である、さまざまな種類の酒瓶が飲みかけの状態で保管されている。しかし、酒を飲むとしゃっくりが出てしまう体質であることと、初めての飲酒時にそのことを咎められたトラウマから、人前では飲酒することを避け、一人でお酒を楽しんでいる。ある時、ぼたんに、酒を飲むとしゃっくりが出ることを知られてしまったが、炭酸を飲むとげっぷを連発するぼたんとその秘密を共有し、彼女とだけは一緒にお酒が飲めるようになった。それをきっかけに、ぼたんとは一緒に買い物に出かけたり、食事に行ったり、貸し切り温泉への旅行に行ったりと、酒を飲む以外にも共に過ごすことが増え、親密な関係となる。また郡上からも強い思いを寄せられているが、いぶき自身はまったく気づいていない。寮では202号室に入居中。
富山県砺波市には、若鶴酒造の三郎丸蒸留所が所在する。
郡上 かなで（ぐじょう かなで）
岐阜県出身。ぼたんたちと同じ大学の院生で同じ寮で暮らす寮生でもある。みんなから「郡上先輩」と呼ばれている。修士1年生。いぶきのことを以前から気にかけており、好意を持っている。かつておいしそうに一人酒を楽しむいぶきを目撃しており、いぶきと一緒にお酒を飲むことを望んでいたが、なかなか実現しなかった。ぼたんが急速にいぶきと仲を深めていくのを見てやきもちを焼いていた。その後、いぶきと酒を飲む念願が叶うが、その酒の席でいぶきのぼたんへの思いを聞き、失恋が決定づけられる。
岐阜県郡上市には、辰巳蒸留所が所在する。寮では206号室に入居中。
北杜 やえか（きたもり やえか）
山梨県出身。ぼたんたちと同じ大学の2年生。同じ寮で暮らす寮生。ふわふわのロングヘア、小柄で可愛らしい外見だが、1人で旅行やアウトドアを楽しみ、あかねと仲を深めたことでバイクの免許も取る行動派の一面もある。
山梨県北杜市には、サントリー白州蒸溜所が所在する。寮では201号室に入居中。
遊佐 あかね（ゆさ あかね）
ぼたんたちと同じ大学の2年生。同じ寮で暮らす寮生。両親の影響で音楽に造詣が深い。寮では父が所有するアナログレコードを持ち込み、ぼたんといぶきに聴かせたこともある。自身もギターを弾き、YOus!Rというバンドを組んでいる。寮では203号室に入居中。
張 景嵐（チャン・ジンラン）
台湾出身。留学生。寮生。黒髪短髪、おっとりした雰囲気でマイペースな性格。かなでが内に秘めた、いぶきへの恋心を気づく。その後、かなでとの仲を深めていく。寮では205号室に入居中。

## 書誌情報
- 塀『上伊那ぼたん、酔へる姿は百合の花』 秋田書店〈ヤングチャンピオンコミックス〉、既刊6巻（2025年3月18日現在）
  1. 2020年1月20日発売[書誌 1]、ISBN 978-4-253-14236-6
  2. 2020年12月18日発売[書誌 2]、ISBN 978-4-253-14237-3
  3. 2022年3月17日発売[書誌 3]、ISBN 978-4-253-14238-0
  4. 2023年6月20日発売[書誌 4]、ISBN 978-4-253-14239-7
  5. 2024年8月20日発売[書誌 5]、ISBN 978-4-253-14240-3
  6. 2025年3月18日発売[書誌 6]、ISBN 978-4-253-31416-9

## テレビアニメ
2025年3月12日、テレビアニメ化が発表された。

### スタッフ
- 原作 - 塀[6]
- 監督 - 佐久間貴史[6]
- 副監督 - 戸澤俊太郎[6]
- シリーズ構成 - 米内山陽子[6]
- キャラクターデザイン - 吉成鋼[6]
- メインアニメーター - 松尾祐輔[6]、みやち[6]
- 音楽 - 橋口佳奈[6]
- アニメーション制作 - ソワネ[7]

### 書誌情報出典
1. ↑  “上伊那ぼたん、酔へる姿は百合の花 第１巻”.   秋田書店. 2023年3月17日閲覧。
2. ↑  “上伊那ぼたん、酔へる姿は百合の花 第2巻”.   秋田書店. 2023年3月17日閲覧。
3. ↑  “上伊那ぼたん、酔へる姿は百合の花 第3巻”.   秋田書店. 2023年3月17日閲覧。
4. ↑  “上伊那ぼたん、酔へる姿は百合の花 第4巻”.   秋田書店. 2023年6月20日閲覧。
5. ↑  “上伊那ぼたん、酔へる姿は百合の花 第5巻”.   秋田書店. 2024年8月20日閲覧。
6. ↑  “上伊那ぼたん、酔へる姿は百合の花 第6巻”.   秋田書店. 2025年3月18日閲覧。